# هيرمان إس. بلوخ
هيرمان إس. بلوخ (بالإنجليزية: Herman S. Bloch)‏ هو كيميائي أمريكي، ولد في 15 يونيو 1912، وتوفي في 16 يونيو 1990 بسبب نوبة قلبية.